# Sitonini
Sitonini — триба семейства долгоносиков, подсемейства Entiminae.

## Классификация
- триба: Sitonini

- род: Catachaenus
- род: Cecractes
- род: Ecnomognathus
- род: Eugnathus
- род: Schelopius
- род: Sitona
- род: Sitonitellus
- род: Velazquezia